# Abbaye de la Victoire
L'ancienne abbaye de la Victoire ou abbaye Notre-Dame-de-la-Victoire-lès-Senlis est une abbaye de chanoines réguliers, située sur le territoire de la commune de Senlis, à 2,5 km au sud-est du centre-ville. L'abbaye est accessible à la fois par la D 330 en direction de Nanteuil-le-Haudouin et par un chemin rural depuis le hameau de Villemétrie, qui se trouve entre Senlis et l'abbaye.

## Historique

### Fondation
L'abbaye fut fondée par lettres patentes de Philippe-Auguste datées du 8 mai 1222 pour célébrer sa victoire contre Othon IV à Bouvines, ainsi que celle que son fils Louis VIII remporta contre les Anglais en Anjou (et pour la suite, aussi celle de son fils contre Jean sans Terre à La Roche aux Moines en 1214). Guérin, garde des sceaux et évêque de Senlis, ayant lui-même assisté à la bataille de Bouvines, céda au roi le terrain dépendant de son château de Mont-l'Évêque, où s'étaient rencontrés les deux coursiers que le roi et son fils avaient envoyés pour se donner réciproquement des nouvelles des batailles. Le roi le chargea également de la surveillance les travaux.
Le projet de fondation de l'abbaye s'étant déjà concrétisé plusieurs années avant la fondation officielle, la première pierre fut posée solennellement dès le jour de Cendres de l'an 1221 par l'évêque Guérin. L'architecte fut un religieux nommé Menend, et les pierres provenaient des carrières de Borest. Le pape Honorius III accorda à l'abbaye sa protection spirituelle par sa bulle du 28 octobre 1223. Guérin fit venir douze moines de l'abbaye Saint-Victor de Paris, de l'ordre des Augustins. Ils s'installèrent le jour des Cendres de 1224. La charge d'abbé fut proposée à Menend, ancien pénitent de Notre-Dame de Paris qui les avait conduit à la Victoire, mais ne la voulant pas accepter, il se fit nommer prévôt. Son mérite est surtout l'instauration d'une bibliothèque bien fournie.
Le premier abbé fut Jean-Baptiste, chanoine de Saint-Victor d'origine allemande. Il demeura abbé pendant vingt-deux ans. En 1225, Louis VIII, roi depuis trois ans, édicta les règlements de l'abbaye pour que la règle de l'abbaye de St-Victor, jugée comme exemplaire, fût toujours observées à la Victoire. L'année même, en date du 26 octobre 1225, l'église fut consacrée par Guérin,. L'abbaye profita à ses débuts de généreuses donations, comme celle de Louis VIII, qui légua par son testament en date de juin 1225, 1 000 livres, ou encore de Guérin, qui à sa mort survenue en 1227, laissa tous ses livres, sa chapelle, et 100 livres d'argent.

### La prise d'indépendance de l'abbaye
En 1287, l'abbaye de la Victoire contesta l'autorité que l'abbaye Saint-Victor exerce sur elle, selon la volonté du roi Louis VIII et du chancelier Guérin. L'abbaye Saint-Victor prétendit alors détenir le droit de haute, moyenne et basse justice sur les terres de Rully où l'abbaye de la Victoire prenait une rente en nature grâce à une fondation. Un arbitrage eut lieu, avec une sentence donnant raison aux deux partis. L'abbaye de la Victoire obtient alors son indépendance, et les lettres patentes de Louis VIII et du chancelier Guérin sont annulées.

### La guerre de Cent Ans et les faveurs de Louis XI

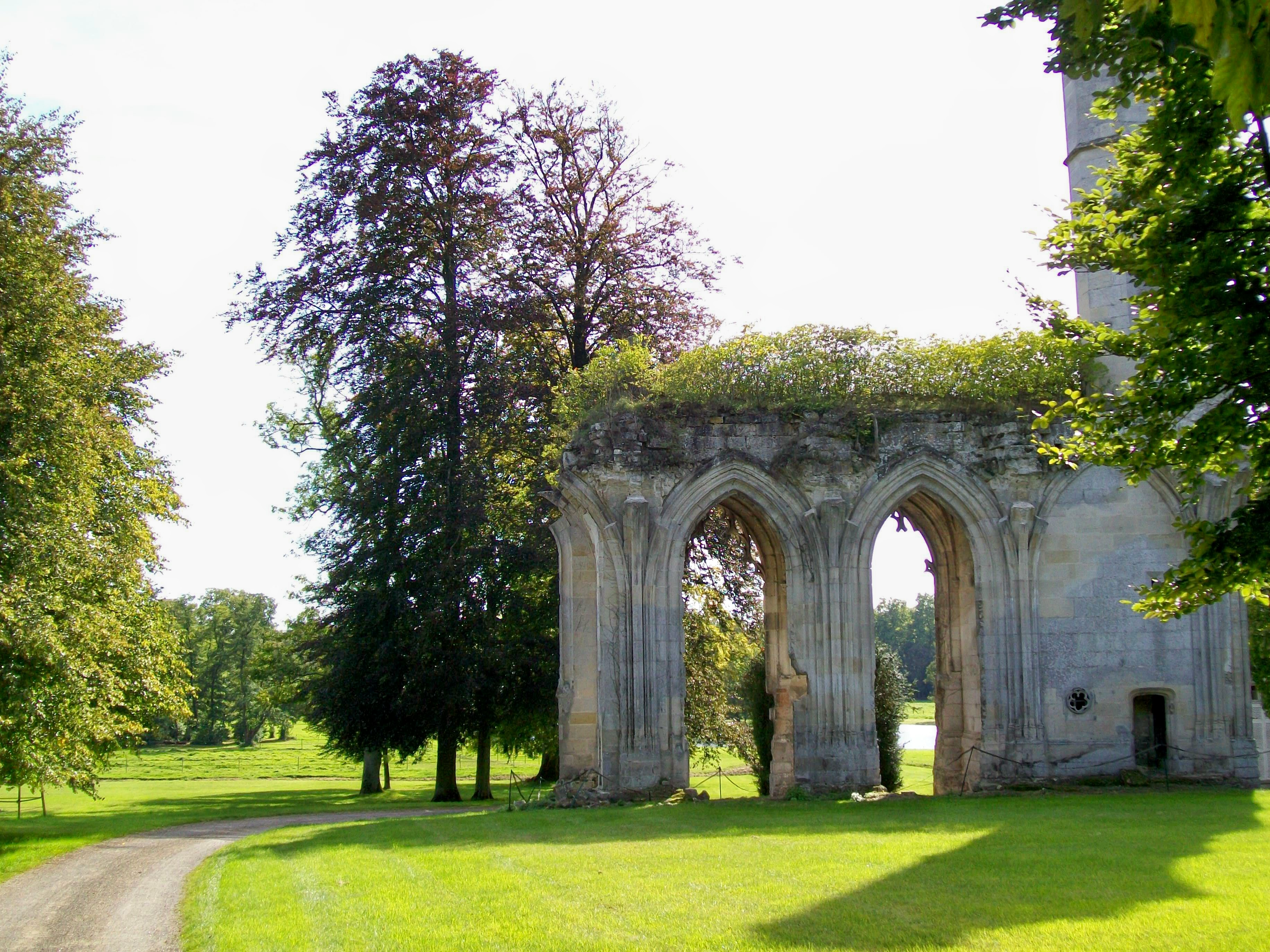
La ruine de l'église abbatiale depuis le nord.

Au XVe siècle, la guerre de Cent Ans touche la région. Dès 1419, les chanoines durent quitter l'abbaye pour se réfugier contre les Anglais, à Senlis, pendant plusieurs années. À la mort de leur abbé, Jean VI Gaulus, en 1422, ils s'installent au prieuré Saint-Maurice, dont les religieux sont comme eux des chanoines réguliers de saint Augustin. Jean Gaulus avait bien obtenu une lettre de protection du roi Charles VI, confirmée le 27 octobre 1427 par Charles VII sous insistance du nouvel abbé Jean Salé, mais ces chartes restaient lettre morte face à l'impuissance du pouvoir royal.
Par une charte datée du 10 février 1475 et sur demande de Louis XI, l'évêque de Limoges Jean de Barthon conféra à l'abbaye de la Victoire le titre d’« église patriarcale et de chef de tout l'ordre de St-Augustin », ce qui ne fut évidemment pas pour plaire à l'abbaye Saint-Victor. À l'abbaye de la Victoire, Louis XI prépara un traité de paix avec le roi Édouard IV d'Angleterre, connu comme « la paix heureuse ». Le 9 octobre 1475, le traité de paix de Senlis avec François II, duc de Bretagne, fut également signé à l'abbaye de la Victoire.
Grâce à la générosité de plusieurs donateurs et aux libéralités de Louis XI, l'abbaye put rapidement rétablir sa prospérité. Le roi réserve également des fonds pour la construction d'une nouvelle église abbatiale, en 1478. Toutefois, les travaux ne furent terminés que cinquante ans plus tard, en 1529. C'est de cette église que subsistent les vestiges visibles dans le parc. Louis XI séjourna plusieurs fois à l'abbaye de la Victoire et s'y fit même construire un château à vingt toises de l'église. Il se composait de deux corps de logis disposés en équerre. Jamais terminé ni habité, il tomba en ruines et fut démoli en 1555 avec la permission du roi.

### Désordres et conflits d'intérêts de la fin du Moyen Âge

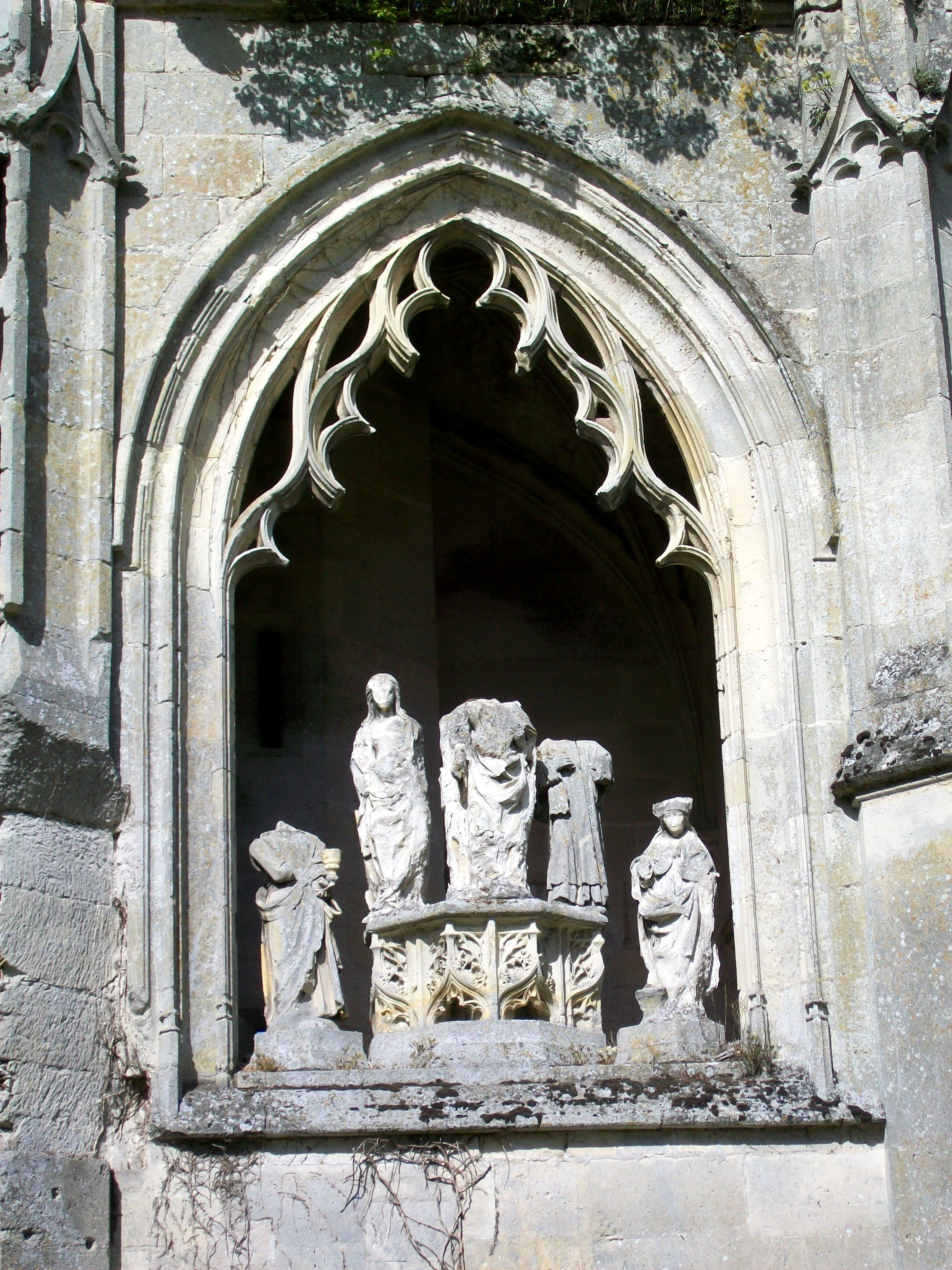
Détail de la photo précédente, statues du XVe siècle dans une fenêtre de l'ancienne église.

Louis XI installa par la suite comme dix-septième abbé son conseiller et aumônier Jean Neveu, qui eut au début de son office des lourds différends avec l'évêque de Chartres, Miles d'Illiers. Jean Neveu s'en plaignit auprès du pape Sixte IV, qui commit un abbé de Plaimpied, Jean le Groin, comme examinateur. Dans un premier temps, l'évêque de Chartres paya cette affaire par une excommunication, mais faisant appel au parlement de Paris, Jean le Groin fut appelé à absoudre l'évêque, et Jean Neveu à se repentir, sous la menace de la confiscation de leurs biens et abbayes par le roi. En 1485, Jean Neveu était toujours abbé. Il convint alors avec l'évêque de Senlis, Simon Bonnet, de réunir l'abbaye à l'évêché en cas du décès de l'un d'eux et obtint même une bulle du pape consentant à cette union. Cependant, le procureur de Senlis et l'abbaye St-Victor de Paris s'y opposèrent et obtinrent un arrêté en leur faveur. Ceci n'empêche pas Jean Neveu de se faire élire évêque de Senlis par le chapitre de Notre-Dame le 26 mai 1496, lendemain du décès de Simon Bonnet. L'élection de Jean Neveu souleva des controverses car la réunion de l'abbaye à l'évêché ne faisait pas l'unanimité, pour partie en raison des intérêts particuliers de certains chanoines de Notre-Dame. Ils voulaient conserver leur pouvoir et leur propre juridiction : vivant ouvertement avec des concubines et ayant refusé de céder aux menaces de l'ancien évêque, ils risquaient autrement l'excommunication.
Mais quoi qu'il en fût, Jean Neveu était déjà âgé et mourut début mars 1498. Peu de temps après, Nicolas de Sains, frère du bailli, faisait croire aux habitants qu'il avait déjà été élu évêque et abbé. Ce ne fut pas le cas, mais il était le candidat favori du roi et entra en ville accompagné par des hommes armés. Le chapitre jugea qu'avec cette façon de s'imposer, l'élection était nulle, et procéda à une élection dans les règles. Nicolas de Sains obtint toutefois la majorité des suffrages avec onze voix. Or, ce fut son concurrent Charles de Blanchefort qui prit le pouvoir à l'évêché, fort du soutien de l'archevêque de Reims, Guillaume Briçonnet. N'obtenant ses bulles qu'avec difficultés, en octobre 1502, le siège d'abbé de la Victoire fut considéré comme vacant par les religieux. Ils élurent donc un successeur à Jean Neveu parmi leurs rangs, Étienne Parigot.
Nonobstant, Nicolas de Sains prétendit être évêque et abbé de la Victoire en raison de la réunion des deux fonctions (il ne sera finalement ni l'un, ni l'autre, devenant évêque seulement après la mort de Blanchefort, en 1515). Le roi ne reconnut pas Étienne Parigot et nomma l'abbé de Sainte-Gèneviève de Paris comme nouvel abbé. Ce dernier, Philippe Cousin, eut recours à la violence pour s'emparer de l'abbaye. Or, cette façon de prendre le pouvoir suscita de nouvelles protestations et un procès de justice. La cour ordonna en date du 4 septembre 1499 que deux religieux de St-Victor de Paris assument la gestion de l'abbaye de la Victoire par intérim. Entre-temps, de Sains et Parigot entrèrent en procès et se calomnièrent mutuellement, exagérant les abus et manquements aux règles dont ils étaient tous les deux coupables. Étienne Parigot en sort vainqueur vers 1503, le jugement annulant en même temps ipso facto la réunion de l'abbaye à l'évêché par la reconnaissance officielle d'un abbé qui ne fut pas l'évêque de Senlis. Parigot rétablit la paix à l'abbaye et augmenta ses biens. Son décès est situé en 1514,.

### La mise en place successive du régime de la commende

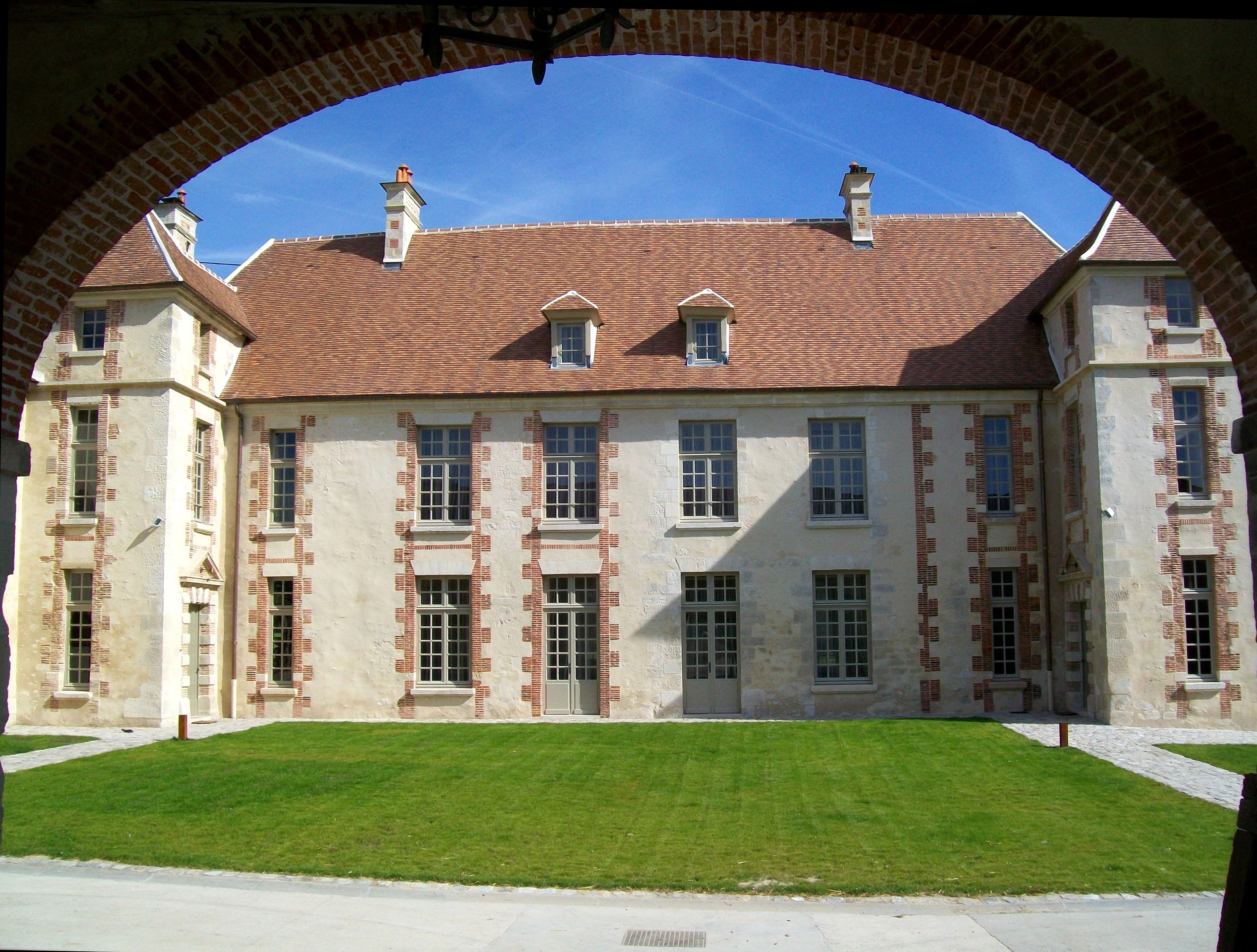
La maison des moines de la deuxième moitié du XVIe siècle, rénovée en 2009 ; vue depuis le portail de la cour d'exploitation à l’ouest.

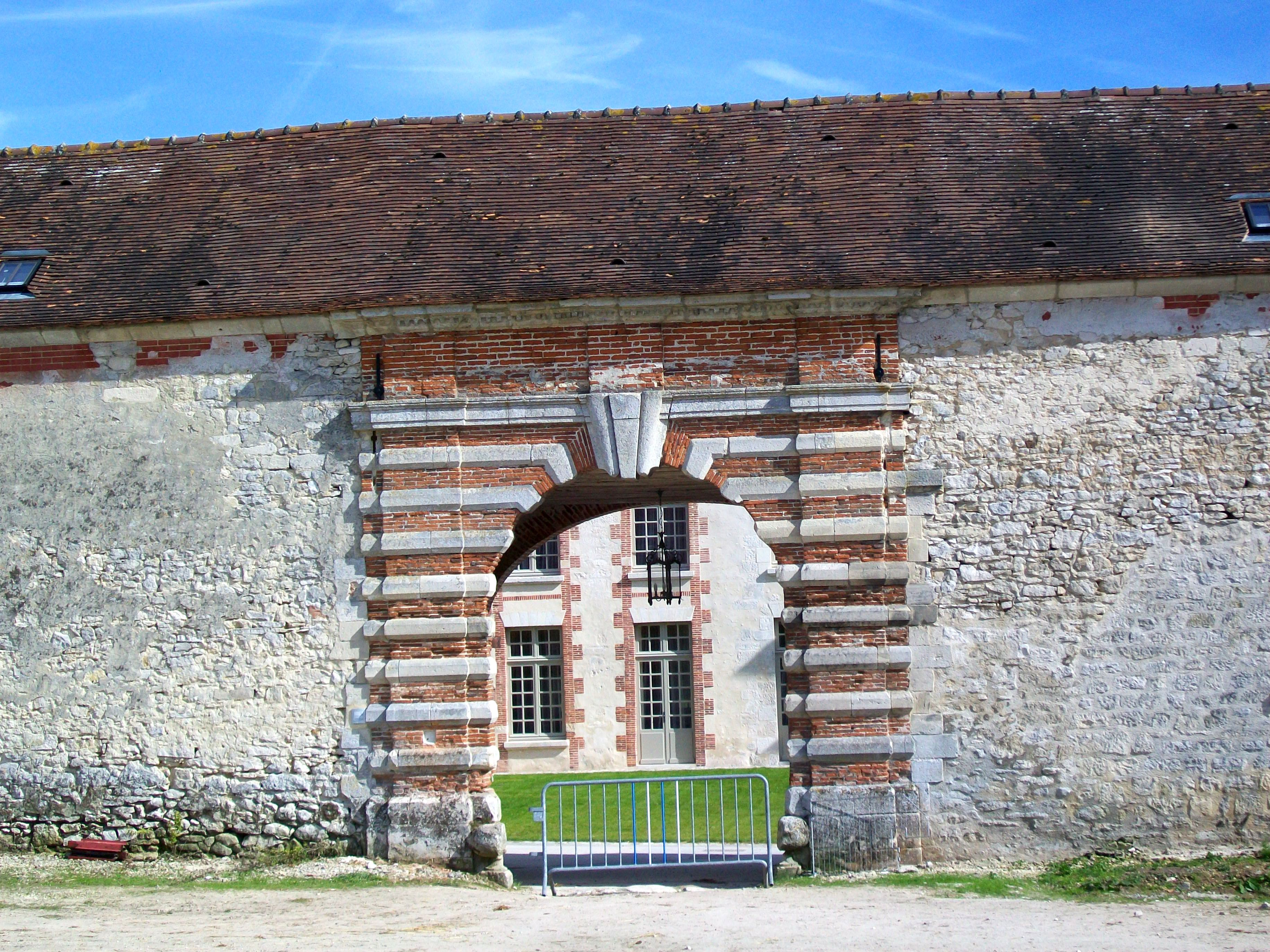
Le portail ouest de la cour de la ferme de l'abbé, du XVIIe siècle.

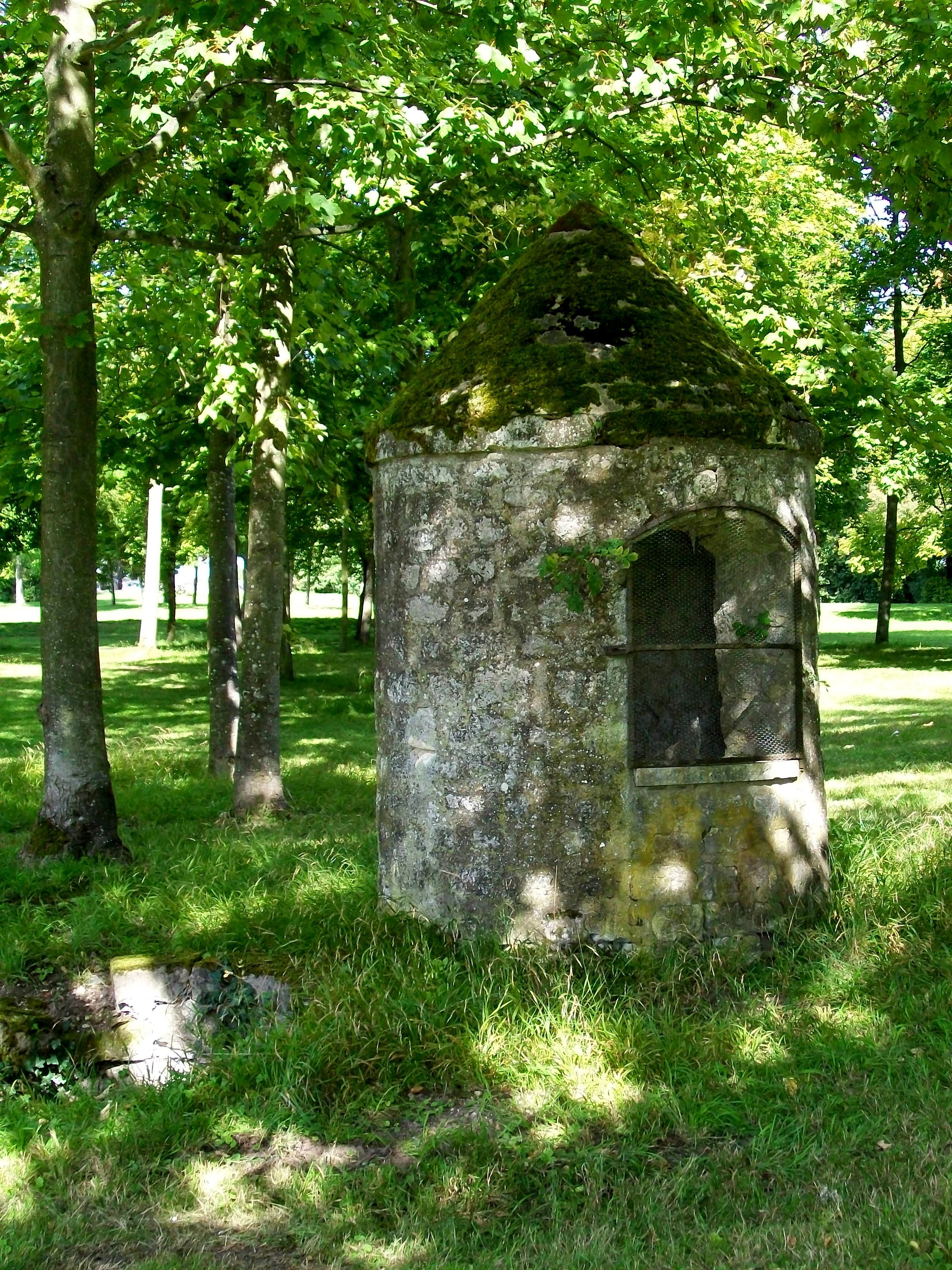
Vieux puits au nord du logis du XVIIIe siècle.

Depuis 1497, l'abbaye de la Victoire avait rejoint la congrégation de Château-Landon, en même temps avec l'abbaye Saint-Victor de Paris, le prieuré Saint-Maurice et plusieurs autres monastères. Saint-Victor avait été choisi comme lieu des réunions générales, ce qui revenait, dans les faits, à une reconstitution de son ancien rôle qu'elle avait tenu avant la guerre de Cent Ans. La congrégation de Château-Landon durera jusqu'en 1624, année de la suppression de cette abbaye.
Les successeurs d’Étienne Parigot furent Jean Bordier, qui réforma l'abbaye en 1514, et ensuite Nicolas Le Fèvre, dont l'année d'élection n'est pas précisément connue. Le roi François Ier avait cependant nommé parallèlement un abbé commendataire, Charles de Minerai. Un jour, ce dernier se présenta à la Victoire pour réclamer la clé du coffre où étaient enfermés les titres de l'abbaye. Les moines le lui refusant, il fit venir un serrurier de Senlis pour faire ouvrir le coffre de force, puis prit avec lui plusieurs titres. Ce comportement incita les religieux à se plaindre devant le roi. Il paraît que la Victoire avait désormais deux abbés, même après la mort de Nicolas Le Fèvre vers 1519, car un Arnould de Ligny signa en 1542 un acte en tant qu’« abbé antique et perpétuel administrateur ». Il décéda en 1548. En même temps, il est certain que Charles de Minerai demeura abbé commendataire jusqu'en 1552, année de sa démission. En 1550, l'abbé nomma encore un vicaire général pour gouverner l'abbaye à sa place.
Après Arnould de Ligny, tous les abbés de la Victoire étaient des abbés commendataires, dont le successeur de Charles de Minerai, Nicolas de Courtagnon, qui fut instauré en 1552. Pour jouir tranquillement de sa mense, il fit le nécessaire pour la séparation de la mense entre lui et les religieux, l'année même, et obtint toutes les autorisations nécessaires à cet effet. L'inventaire des revenus alors dressé renseigne sur les communes où l'abbaye touchait des revenus en nature : Asnières-sur-Oise, Barbery, Blaincourt-lès-Précy, Borest, Brenouille, Choisy-la-Victoire (qui tient son surnom de l'abbaye), Chevrières, Crépy-en-Valois, Gonesse, Gouvieux, Liancourt, Mont-l'Évêque, Oissery, Précy-sur-Oise, Rieux, Rully, Sacy-le-Grand ou le Petit, Saintines, Saint-Martin-Longueau, et Senlis (hameau de Villemétrie). Les revenus en nature de l'abbaye furent en partie attribués à la part des religieux, tandis que la ferme de l'abbaye fut attribuée exclusivement à l'abbé. À la même occasion, une nouvelle règle fut mise en place, et il fut arrêté que le nombre des religieux devait être de quinze, y compris le prieur, à qui le statut de vicaire devait être confié irrévocablement. Depuis la fondation de l'abbaye, le nombre de moines était donc passé de douze à quinze.

### Les deux derniers siècles de l'abbaye
En 1557, des religieux de Saint-Victor effectuèrent une visite d'inspection à la Victoire, constatant des grands désordres dans le mode de vie de trois chanoines. Ces visites se répétèrent en 1559, 1561 et 1563, quand la situation s'est encore empirée. La congrégation voulut les obliger de s'installer dans d'autres abbayes, mais les coupables faisant appel devant l'évêque de Senlis, ce dernier annula la sentence : jaloux de la défense de sa juridiction, il se réservait à lui seul le droit de correction. La congrégation reconnut le droit de visite de l'évêque, mais obtint finalement gain de cause à l'issue d'une longue procédure judiciaire. Cet épisode de l'histoire démontre également que l'abbaye Saint-Victor avait réinvesti son rôle d'abbaye-mère dans ce qui fut alors officiellement la congrégation de Château-Landon.
Pendant les années 1560, l'abbaye de la Victoire fut mise à lourde contribution par le roi pour participer au financement de la guerre. Le 13 mai 1571, se tint à la Victoire le chapitre général de la congrégation de Saint-Victor (comme elle est de nouveau appelée), ce qui n'arriva pas fréquemment. La congrégation comportait huit monastères au total. Le compte rendu du chapitre fait apparaître qu'il y avait des « participants à l'ordre », hommes, femmes et parfois même leurs enfants, ainsi que des convers profès, c'est-à-dire des frères non ordonnés prêtres qui avaient prêté serment, ce qui, au Moyen Âge, n'avait pas été autorisé.
En 1623, le père Faure de l'abbaye de Saint-Vincent de Senlis avait été commis par le cardinal François de La Rochefoucauld (1558-1645) pour aviser des moyens de réformer les ordres des Augustins, des Bénédictins (avec l'abbaye de Cluny) et des Cisterciens (avec l'abbaye de Citeaux). À ce titre, il prétendait avoir droit de visite à l'abbaye de la Victoire, et il comptait également réunir cette abbaye avec l'abbaye Saint-Vincent. Les moines s'y opposèrent et ne le reçurent pas. Il fut alors défendu à l'abbaye de la Victoire d'admettre des novices sous la menace d'excommunication, mais les religieux ne fléchirent pas. La régularité de l'abbaye souffrait de ces contestations, mais elle obtint finalement gain de cause. Ce ne fut que sous l'épiscopat de Denis Sanguin de Livry (évêque de Senlis de 1653-1702), que les réformes furent finalement mises en œuvre au début du XVIIIe siècle, quatre-vingts ans après.
Au début du XVIIe siècle, l'abbaye se fit contester le droit de haute, moyenne et basse justice. Pendant le dernier tiers du XVIIe siècle, les religieux de la Victoire vivaient péniblement. Ils avaient gardé les droits sur de nombreuses rentes, mais dans la pratique, il fut difficile de faire rentrer ces revenus sans avoir recours à la justice. L'abbaye était obligé de faire des emprunts pour faire face aux dépenses quotidiennes, et pour les rembourser, elle avait constitué des rentes au bénéfice de ses créanciers. Plusieurs religieux avaient trouvé des ressources en dehors de l'abbaye, ou accepté des charges de curé, voire de prieur, ce qui pouvait donner lieu à des procès en justice. Au siècle suivant, la situation s'améliora, mais l'abbaye ne recouvra pas son ancienne prospérité. Du reste, peu d'événements marquants n'ont ponctué l'histoire de l'abbaye de la Victoire au XVIIIe siècle, dont un exil en 1727 qui a dispersé un certain nombre de moines.

### La fin de l'abbaye de la Victoire

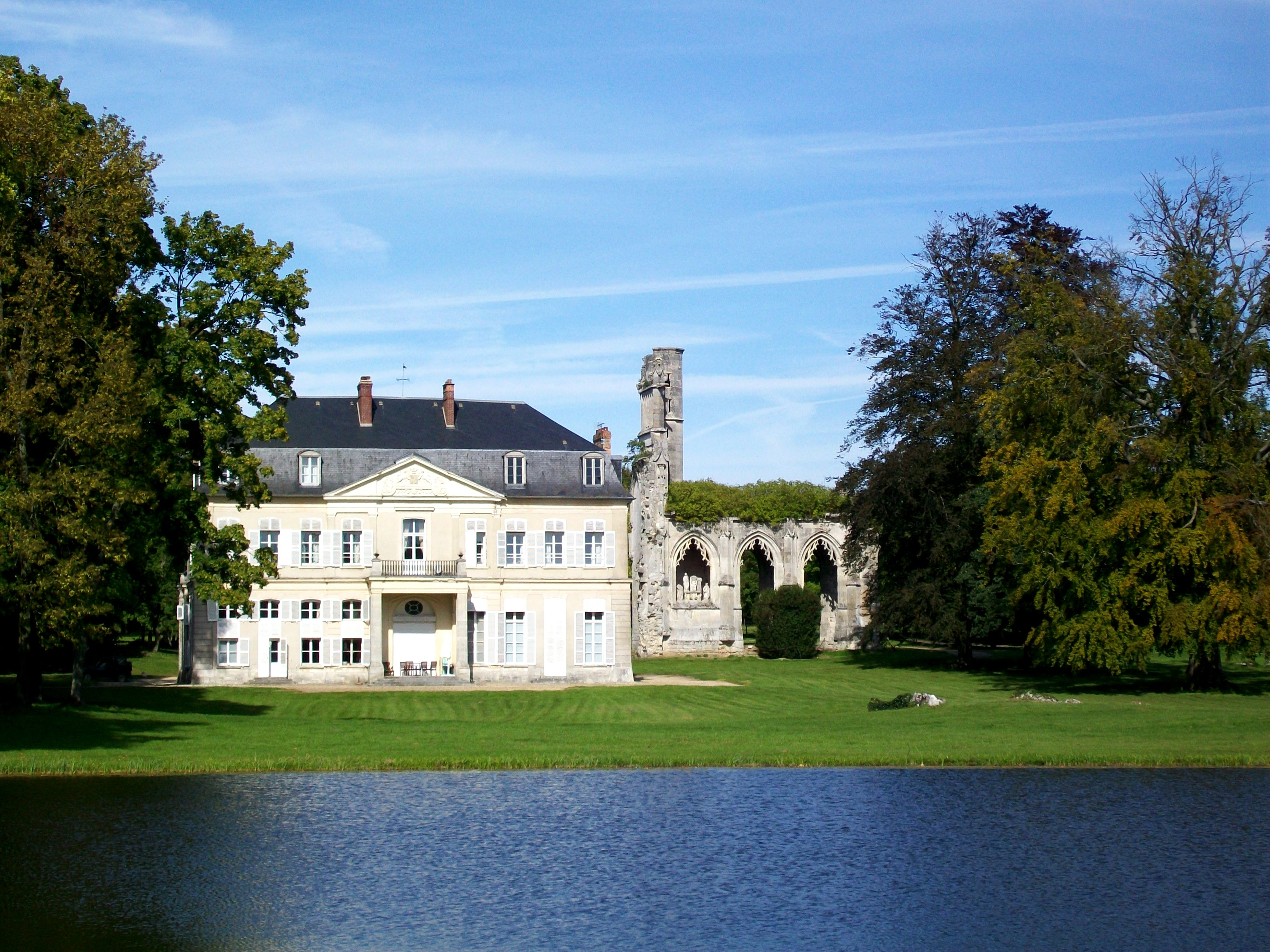
Logis abbatial du XVIIIe siècle, profondément remanié vers 1825, et ruines de l'église de 1472 ; au premier plan, le grand étang du parc à l'anglaise du XIXe siècle.

À partir de 1768, l'abbaye peinait à survivre, pénalisé par un édit royal interdisant le recrutement de nouveaux sujets à des monastères qui ne comptaient pas seize religieux au minimum. À la suite d'un ordre royal de 1767, l'élection d'un nouveau prieur ne fut plus possible. En outre, de graves dissensions avec le clergé diocésain pesaient sur la Victoire au début des années 1780. La plupart des chanoines étaient vieux. Cinq parmi eux résidaient encore au monastère ; deux avaient des postes de curé-prieur ailleurs (mais décédèrent en 1783 et 1784 respectivement) ; et deux s'étaient retirés loin de la Victoire. L'abbaye ne remplissait plus sa mission. Armand de Roquelaure préconisa donc la suppression de l'abbaye et sollicita dans ce sens le roi et l'l'archevêque de Reims. Les biens de l'abbaye devaient être réunis à ceux de l'évêché, toujours jugés trop faibles, surtout pour les exigences d'un grand seigneur tel que Mgr de Roquelaure. Dès le 24 janvier 1783, le roi autorisa cette réunion des biens, et par décret du 27 octobre de la même année, il supprima l'abbaye, les lettres patentes suivant en mars 1787. Les chanoines sont dotés d'une rente viagère.
À la fin de l'abbaye, les bâtiments étaient mauvais état, sauf l'église, qui avait encore fière allure. L'inventaire fut en grande partie vendu ; il est intéressant de constater que la bibliothèque ne comptait que huit cents livres. Des lettres-patentes de mai 1784 autorisèrent la démolition de la totalité de l'abbaye et Roquelaure fit aussitôt détruire quelques bâtiments de ferme.

Il devint encore archevêque de Malines en 1802 et ne décéda que le 23 avril 1818, à l'âge de 97 ans. - Un M. Ratteau habitait ensuite l'abbaye. À la suite de la Révolution, la vente comme bien national en quatorze lots commença le 23 avril 1791. La majorité des lots furent adjugés à Jean-François-Nicolas Pillon, ancien lieutenant civil de l'élection de Montdidier. Mais dès le 12 mai 1796, il revend la plupart de ses lots à MM. Demarquets et Gavrel, qui commencent à démolir l'église. Des « cahiers de doléances protestèrent contre cette sorte de violation de notre vieille gloire, et le comité chargé de les rédiger exprimait le vœu que la Victoire fût réédifiée». Vers 1880, l'abbé Müller écrit encore : « Le Senlis archéologique et religieux continue de s'intéresser au souvenir glorieux de Bouvines, et notre Société s'est mise en relation avec le maire de Bouvines, pour relever du moins en cet endroit fameux l'église de Saint-Pierre où Philippe-Auguste a demandé à Dieu la victoire ».

### La nouvelle vie de l'abbaye comme résidence de campagne

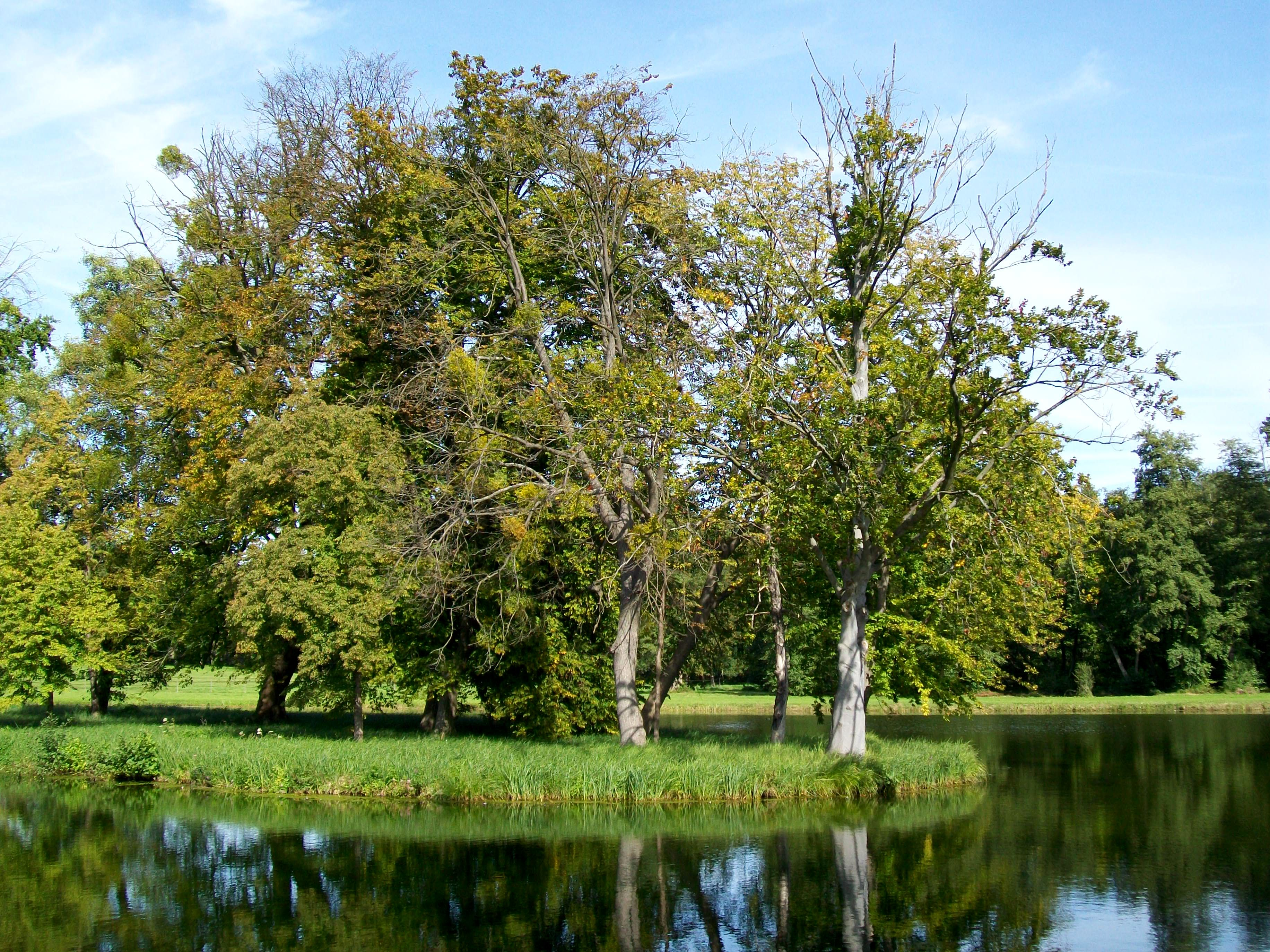
L'une des îles sur le grand étang du parc, au sud de l'abbaye.

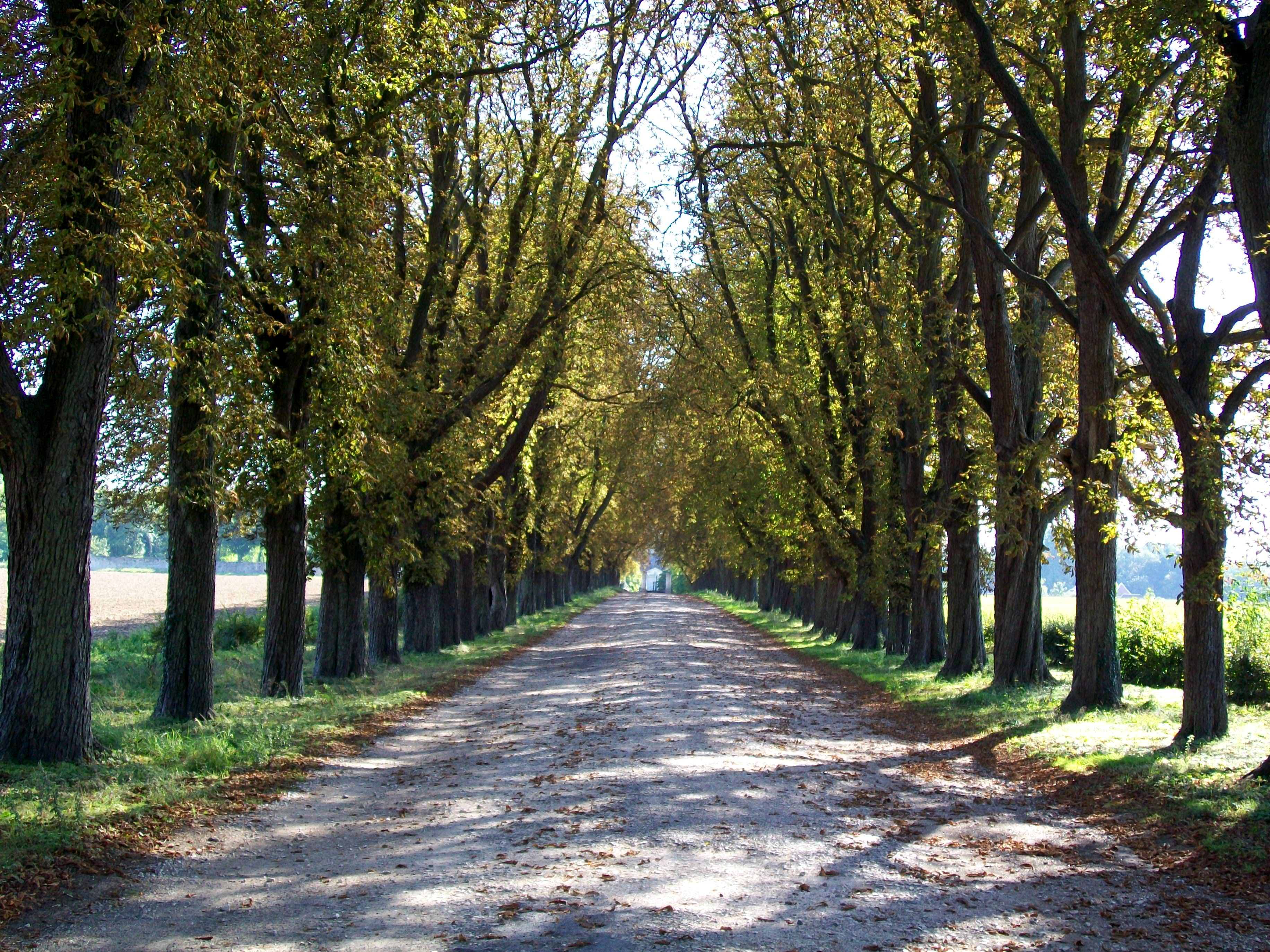
L'allée depuis la RD 330 vers l'abbaye de la Victoire, plantée pour la première fois vers 1840.

Les travaux de démolition furent rapidement interrompus, car l'argent faisant défaut, les nouveaux propriétaires durent revendre dès le 21 septembre de la même année, 1796. Cette vente fut annulée rétroactivement, l'acquéreur, M. Duvivier, n'ayant pas versé une somme suffisante. L'acquéreur définitif devint Alexandre Legrand de la Grange, l'inspecteur des forêts de l'arrondissement de Senlis, en 1803. Les ruines de l'abbatiale étaient encore imposantes à cette date. Mais Legrand poursuivit les démolitions, et fit également abattre les deux ailes reliant le palais abbatial à l'église, ne conservant que le bâtiment central. Ce dernier est rénové, doté d'un entresol et l'intérieur décoré luxueusement. Quand Legrand revendit le palais à Jean-Baptiste Aubert le 22 août 1812, il ressemblait déjà à un château.
La région de Senlis avec ses forêts et ses belles prairies avait attiré quelques hauts dignitaires et membres de la famille Bonaparte sous l'Empire et continua d'intéresser des bourgeois fortunés à la recherche d'une résidence de campagne facilement accessible depuis Paris. Ainsi, le haut fonctionnaire Henri-Constant Mazeau loue pour lui et sa famille le château de la Victoire pour l'été 1819. Jean-Baptiste Aubert saisit l'occasion pour vendre le château à Mazeau et son épouse, l'acte notarié étant signé le 22 octobre de la même année. Ce fut la dernière fois que la Victoire changea de mains, car elle reste la propriété des descendants de Mazeau. Ce dernier acheta également les ruines de l'église, qui sont alors réduites à leur état actuel, ainsi que la ferme abbatiale avec la maison des moines, des bois et des terrains, dans le but de reconstituer l'ancien domaine de l'abbaye. Henry Mazeau, élevé au rang de baron en 1824, mourut à Paris le 26 janvier 1829.
Sa veuve se remaria avec Sébastien Élias de Navry (1785-1867), qui avait été un ami du baron Mazeau et prononça son éloge funèbre. M. de Navry poursuivit l'œuvre de ce dernier à la Victoire, faisant restaurer et réaménager le château entre 1839 et 1846, avec un agrandissement côté parc. C'est à ce moment que le bâtiment reçut sa façade actuelle. Quant au jardin anglais, il a été dessiné en 1835, suivant les autres exemples dans la région, dont notamment Ermenonville, Mortefontaine et Raray. L'on ignore quel paysagiste est l'auteur de ce parc.
Sous la Restauration, la plupart des châtelains des environs se fréquentent et se donnent rendez-vous au château de la Victoire : les La Bédoyère de Raray, les Murat de Chaalis (puis Nélie Jacquemart-André), les Junquières de Valgenceuse et Versigny, les Pontalba de Mont-l'Évêque, les Girardin d'Ermenonville, et plus tard les Gramont du château de Vallière. En 1829, Marie-Thérèse de France (1778-1851) vient en visite.
La baronne de Navry survécut à ses trois enfants et à son deuxième époux ; lui restaient, en 1871, ses deux petits-enfants, Albert et Berthe (1844-1906). Ils furent élevés par leur père Henri-Alphonse Buret de Sainte-Anne et sa seconde épouse, Adeline, veuve du baron de Saint-Cricq. Au grand plaisir de sa grand-mère, Berthe finit par épouser Paul Boula, comte de Coulombiers (1835-1910), le 6 novembre 1872. Quelques mois après, le 9 mars 1873, elle perdit sa grand-mère et hérita du domaine de la Victoire. Berthe Boula de Coulombiers laissa dans la région le souvenir d'une grande générosité. En 1910, le domaine passa à son fils Henri Boula, comte de Coulombiers (1873-1961), et sa femme, Marie d'Astier de la Vigerie (1879-1957). Ils eurent un fils, Robert, mort en 1940, et une fille, Jacqueline, qui épousa le baron Henri de Pontalba. Ainsi, les domaines de la Victoire et de Mont-l'Évêque furent réunis pour la première fois depuis la fin de l'Ancien Régime quand ils avaient appartenu à l'évêque de Senlis. Jacqueline de Pontalba décéda tragiquement dans un accident de la route, le 26 juillet 1996.

## Abbés de la Victoire
Abbés réguliers:
- Jean Baptiste (1224 - † juin 1246), chanoine de Saint-Victor de Paris
- Adam, religieux de Saint-Victor (1246 - † octobre 1250)
- Henri Ier, religieux de Saint-Victor, abbé pendant 15 jours en 1250
- Remond ou Raymond, (1250 - † 1266)
- Jacques (1266 - † 1277)
- Joubert ou Isembert (1277 - † 14 septembre 1309)
- Henri II, désigné par Joubert à sa mort, décède peu de temps après
- Jacques Ier, abbé pendant trois ans († 8 octobre 1313)
- Renaud ou Réginald Ier de Hermencourt (1313 - † 1328 ou 1329)
- Réginald II (1328 ou 1329 - † 29 janvier 1338)
- Jacques de Rully († vers 1359/60)
- Jean Ier
- Jean II
- Raoul Cagnet (-1411)
- Jean Cagnet (-27 septembre 1412)
- Jean VI Gaulus († 1422)
- Jean Sallé (25 mars 1432 - † 5 juin 1458), abbé pendant 30 ans
- Gérard Marescor, religieux de Saint-Victor, prieur de Bray
- Simon Bonnet, évêque de Senlis
- Jean Neveu († mars 1498), conseiller et aumônier du roi Louis XI
- Philippe Cousin, abbé de Sainte-Geneviève de Paris, nommé par le roi comme abbé intérimaire
- Étienne Parigot (1499 - † 1514), élu par les moines
- Jean Bordier, chargé de la réforme de l'abbaye en 1514
- Nicolas Le Fèvre ou Le Ferré[42]
- Arnould Ruzé ou de Ligny, (1520 - † 20 avril 1548), conseiller au Parlement de Paris, commissaire aux requêtes du palais

Abbés commendataires :
- Charles de Minerai (vers 1515 - 1552), pour partie en même temps avec Nicolas Le Ferré puis Arnould de Ligny, abandonna la cléricature à sa démission
- Nicolas ou Nicolle de Courtagnon, (1552 - † 2 mars 1559)
- Jean de Brouilly (1560 -

[...] 
- Charles du Val de Coupeauville (1639 - † 8 décembre 1676)[44], aumônier ordinaire du roi, prieur de Bourg-Achard
- Louis-Henri de Bourbon-Condé (1676 - † 24 février 1677), 4e fils de Henri Jules de Bourbon-Condé, nommé abbé à l'âge de trois ans (novembre 1676 - † 24 février 1677)
- Bernard Lenet, conseiller et aumônier du roi (1677 - † 1692)
- Claude-Maur d'Aubigné ( - † avril 1719), évêque de Noyon à partir de 1701, muté à Rouen
- Jean-Baptiste du Moustier (8 janvier 1721 - † février 1734)
- François-Firmin Trudaine (mars 1735 - † 1754), évêque de Senlis
- François de Beaumont d'Autichamp, abbé de l'Abbaye Notre-Dame d'Oigny, évêque de Tulle,
- Armand de Roquelaure (1762 - fin), évêque de Senlis

## Le domaine de la Victoire aujourd'hui

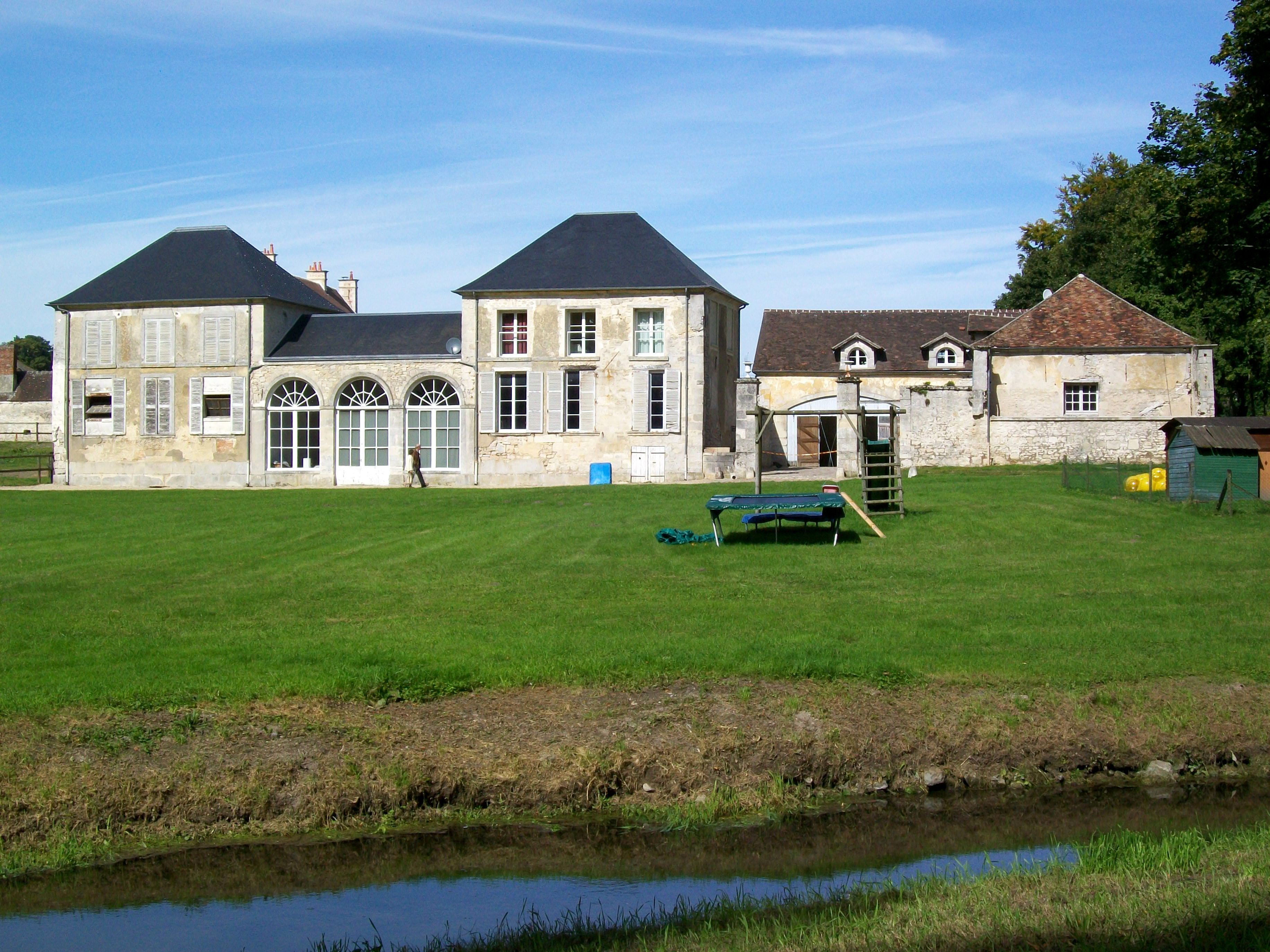
L'orangerie et les communs de l'abbaye ; au fond à gauche, la ferme de l'abbé.

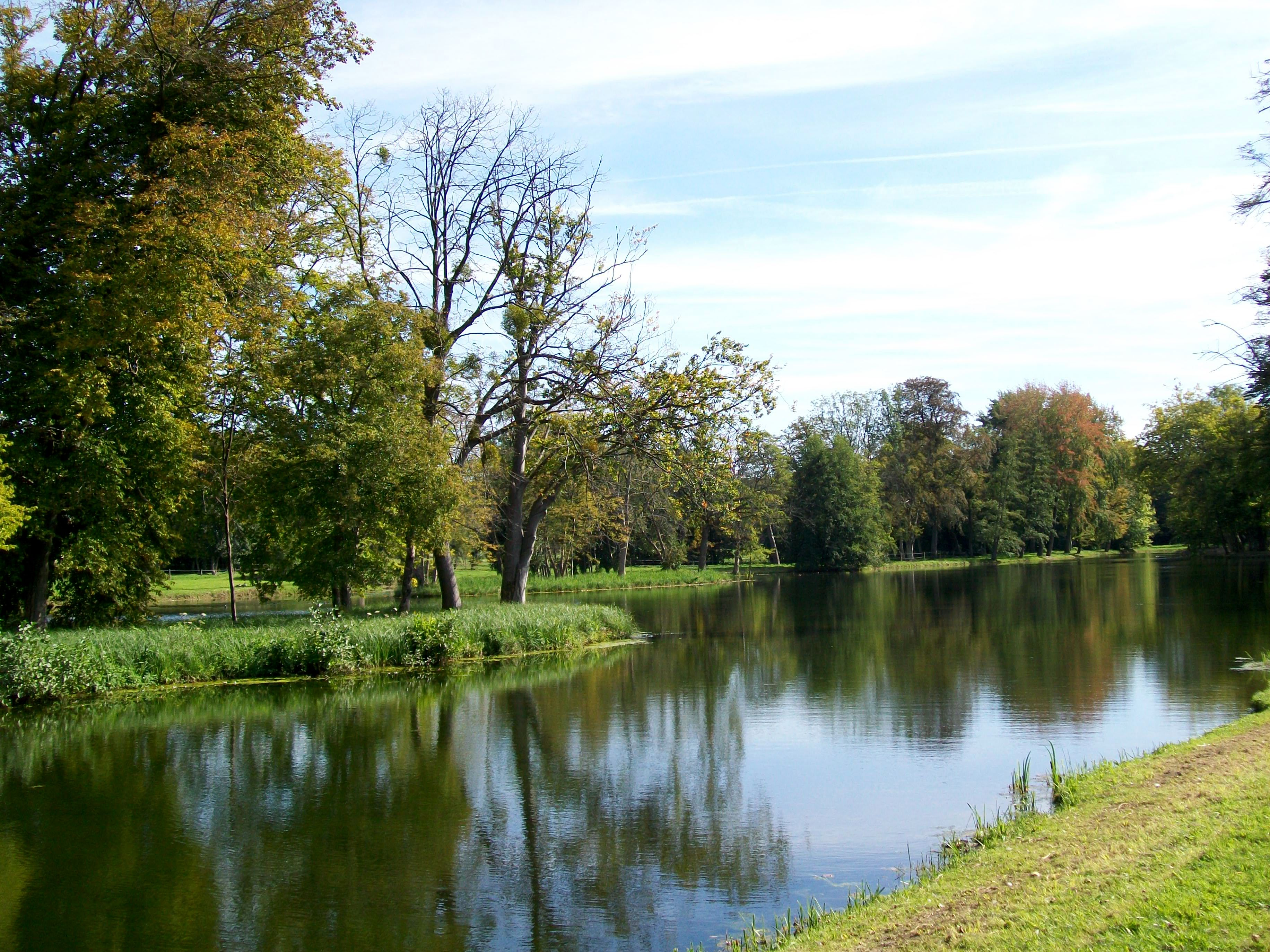
Le grand étang, alimenté par la Nonette.

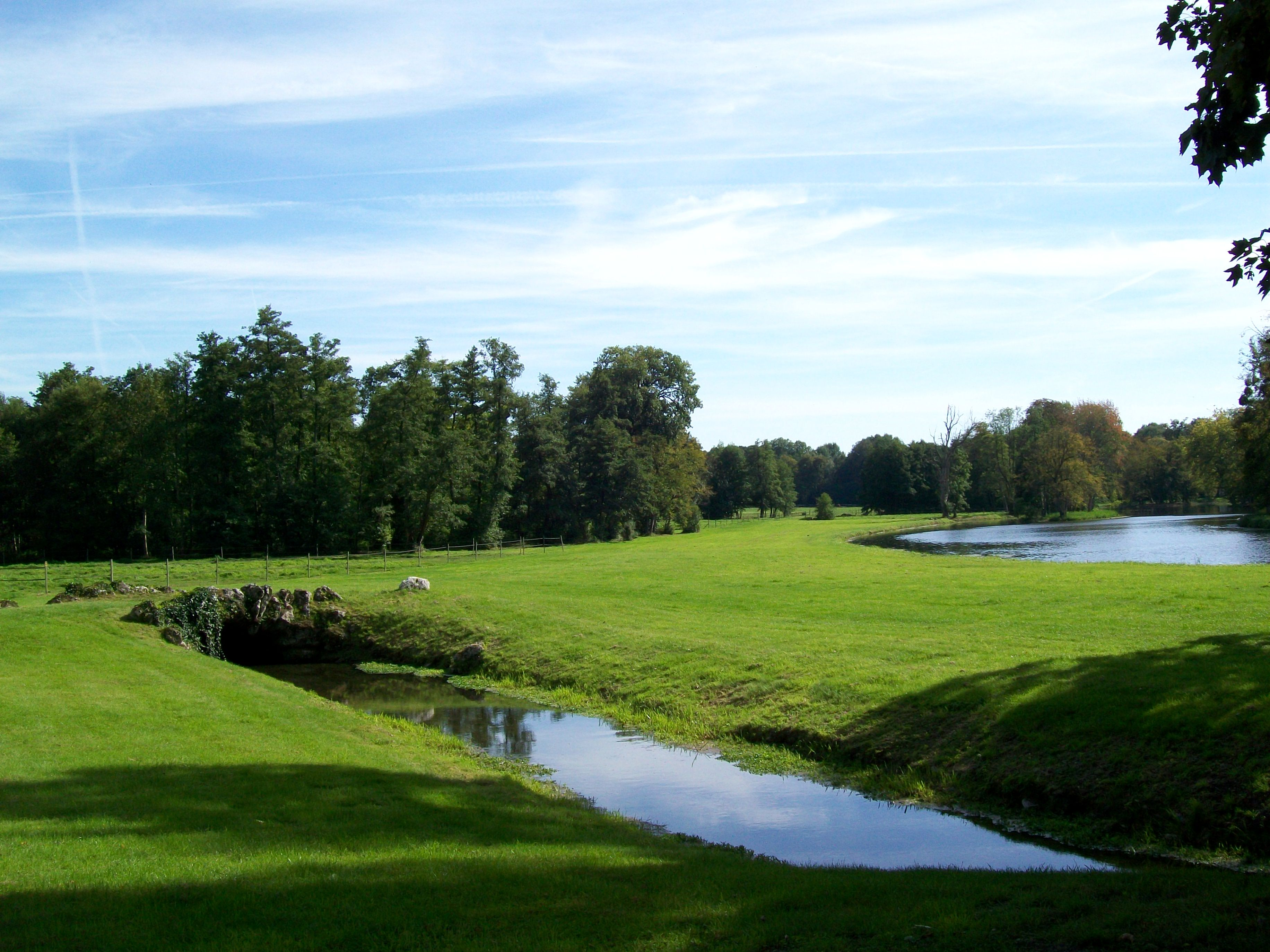
Parc à l'anglaise du XIXe siècle, au sud du château.

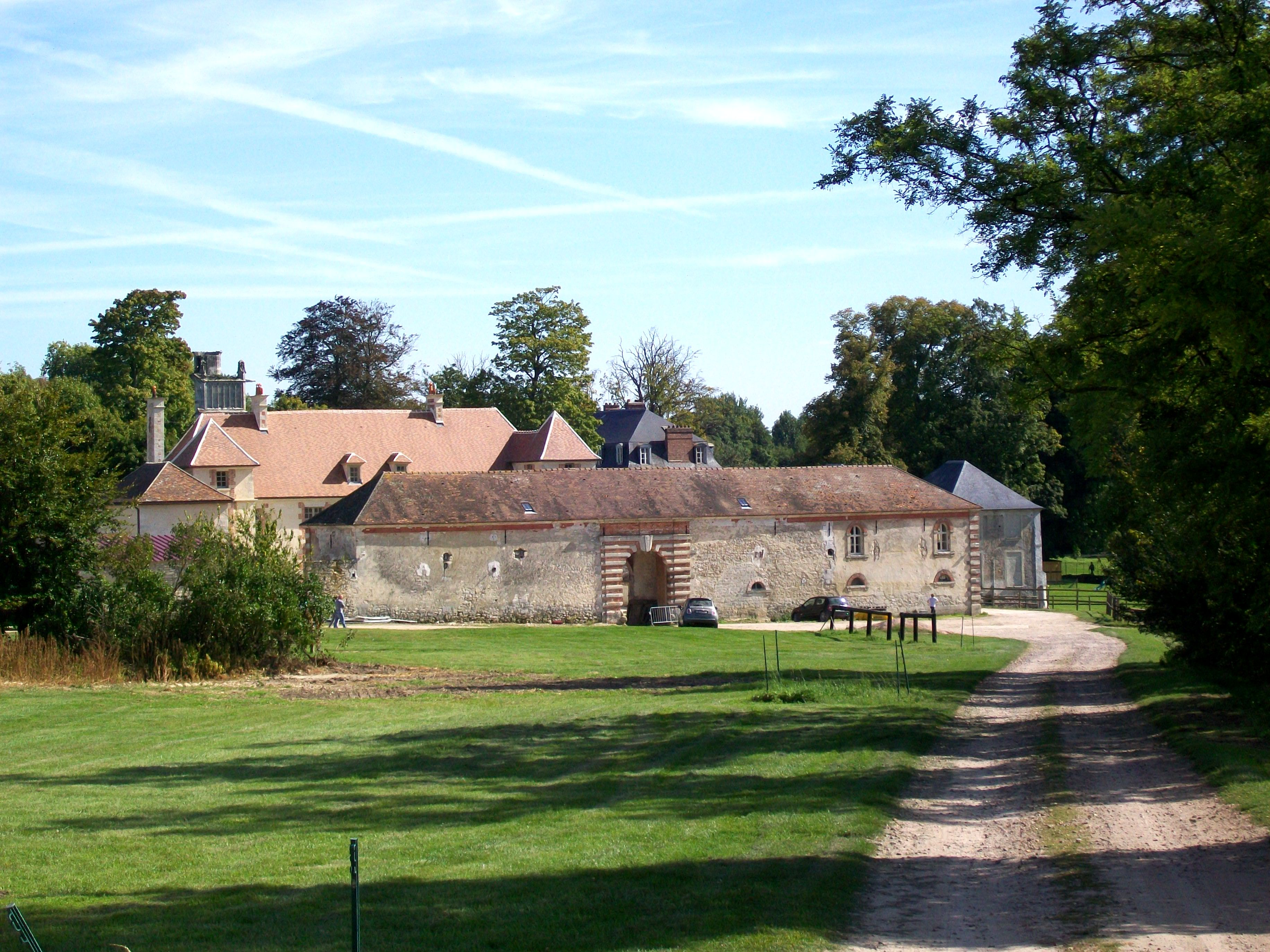
La ferme de l'abbé et la maison des moines, depuis l'ouest.

On arrive à l'abbaye de la Victoire le plus souvent depuis le nord, par l'allée de châtaigniers reliant le domaine à la D 330 Senlis - Nanteuil-le-Haudouin. L'ensemble du vaste domaine est entouré par un haut mur et le portail principal est habituellement fermé. Bien que s'agissant d'une propriété privée, le domaine pouvait se visiter librement tous les jours entre 10:00 et 17:00 en 2010, mais en 2011, il est de nouveau fermé au public.
Aujourd'hui, les différents bâtiments de l'ancienne abbaye sont transformés en logements pour plusieurs familles. Il n'y a plus d'exploitation agricole liée au domaine. Les restes de l'abbaye proprement dite sont inscrits Monuments historiques par arrêté du 14 mai 1927. Un deuxième arrêté du 28 juin 1989 concerne les vestiges de l'église et son sol archéologique ; les façades et les toitures du corps principal nord de la ferme ainsi que les décors peints ; l'ensemble du bâtiment sud avec son cellier médiéval ; et le pavillon de l'Anguillière.

### Château, glacière et puits
Directement en face de l'entrée, l'on apercevra l'ancien palais abbatial du XVIIIe siècle, qui est connu comme château de la Victoire depuis la sécularisation l'abbaye. Les transformations subies vers 1845 lui ont fait perdre de son intérêt archéologique et artistique, mais il était par contre devenu une maison de campagne agréable. Devant ce château, à gauche, se situe la glacière, couverte par une motte de terre et avec son entrée orientée vers le nord. Caché par des arbres, un petit bâtiment circulaire avec un toit conique, également en pierre, abrite un puits ; c'est une construction caractéristique des villages des environs de Senlis.

### L'Abbatiale
La vue est tout de suite captée par la ruine romantique de l'église abbatiale construite entre 1472 et 1519, dont seul un morceau de bas-côté subsiste, surmonté à l'ouest par l'une des tourelles du clocher. Elle abrite encore l'escalier en colimaçon qui permettait son ascension. L'on ignore à quoi ressemblait exactement l'église ; selon Geneviève Mazel (2001), sa seule représentation connue est un petit dessin stylisé sur un plan ancien du domaine de l'abbaye. - Contournant le vestige, l'attention sera attirée par un groupe de cinq statues du XVe siècle et un fragment de tombeau, montés postérieurement à la destruction de l'église à l'emplacement d'un vitrail gothique. Deux statues représentent saint Jean et saint Nicolas; les trois autres ont subi des mutilations et perdu leurs têtes.

### Le Parc et l'Anguillière
Au sud de l'abbaye, s'étend le vaste parc à l'anglaise, aménagé à partir de la fin des années 1830 par un paysagiste irlandais, et dont l'architecture paysagère d'origine ne subsiste plus que dans les grands traits. La grande allée de marronniers reliant l'abbaye à la RD 330 date aussi de cette époque. Reste un paysage d'une grande harmonie toujours digne d'intérêt. Un étang de plus de 400 m de long occupe le centre du parc, entouré de prés servant actuellement de pâturage aux chevaux. Entre le château et l'étang, arrive de l'est un affluent de la Nonette, enjambé par deux ponts en pierres brutes, dans le goût de l'époque. Un sentier part en face du château et longe toute la rive ouest de l'étang, accompagné par la Nonette de l'autre côté. La petite rivière arrive par son lit détourné depuis le sud. Près de l'extrémité sud de l'étang, se situe le pavillon de l'Anguillière, l'un des rares bâtiments de ce type encore existants, et qui est supposé dater du XIIIe siècle. Restauré pendant les années 1840, il se présente comme une petite maison à deux étages quasiment carré, sur une cave à moitié enterrée, avec un toit à quatre versants. Un petit escalier conduit à la porte d'entrée sous plein cintre, au milieu de la façade principale. L'étage est percée de deux baies gemellées au-dessus de la porte, étroite et également de plein cintre. La porte basse de la cave se trouve à gauche de l'escalier extérieur.

### La maison des moines, la ferme de l'abbé et les communs
La « maison des moines », les bâtiments de la ferme de l'abbé et les communs de l'abbaye avec notamment l'orangerie ne manquent pas d'intérêt architectural. On trouve cet ensemble à l'ouest du château, l'orangerie étant orientée sur les étangs avec sa façade principale, et le portail de la cour de la ferme vers Villemétrie.
Curieusement, la maison des moines fait directement face à la ferme de l'abbé commendataire. Son style dépouillé avec des simples ornements en briques est caractéristique du XVIe siècle tardif et de la première moitié du XVIIe siècle. Il rappelle, par exemple, le château de Grosbois ou le château de Breteuil en Île-de-France. Le logis et ses annexes, y inclus la réserve de bois de chauffage au nord de la cour, ont été rénovés avec beaucoup de soin en 2009, retrouvant ainsi à peu près leur aspect d'origine. L'ancienne cour d'exploitation de la ferme est desservie par un portail donnant sur l'ouest ; un chemin arrivé ici depuis le hameau de Villemétrie, et le domaine possède un deuxième accès (non accessible au public) sur ce chemin. Depuis le portail, tous les bâtiments autour de la cour sont visibles, dont notamment la maison des moines en face.
L'histoire de la construction de ces bâtiments et ses circonstances ne sont que très partiellement connues ; l'on sait que les origines de la maison des moines remontent à 1552, quand les premières pierres de sa cave voûtée furent posées, et que le portail de la cour date du XVIIe siècle. Peu après, le château inachevé de Louis XI avait été démoli pour récupération des pierres.